# 堀直堅
堀 直堅（ほり なおかた、寛保3年6月20日（1743年8月9日） - 安永8年10月26日（1779年12月3日））は、江戸時代中期の大名。信濃国須坂藩の第7代藩主。信濃須坂堀家7代。第6代藩主・堀直寛の長男。正室は堀直堯の娘。官位は従五位下、淡路守。
明和5年（1768年）、父・直寛の隠居により家督を相続した。呉服橋御門番、日比谷御門番、駿府城加番などを歴任した。
安永8年（1779年）死去した。男子が早世していたため、三弟の直郷が家督を継いだ。

## 系譜
父母
- 堀直寛（父）
- カヨ ー 側室（母）

正室
- 堀直堯の娘

養子
- 堀直郷 ー 実弟